# Dhurata Çupi
Dhurata Çupi, właściwie Dhurata Tyli (ur. 21 kwietnia 1973 w okręgu Mat) – deputowana do Zgromadzenia Albanii z ramienia Demokratycznej Partii Albanii.

## Życiorys
Ukończyła studia prawnicze. W latach 2005–2011 pracowała na Uniwersytecie Iliryjskim w Prisztinie.
W 2017 roku w wyborach parlamentarnych uzyskała mandat deputowanej do albańskiego parlamentu z ramienia Demokratycznej Partii Albanii.